# Gewone ruige aardtong
De gewone ruige aardtong (Trichoglossum hirsutum) is een paddenstoel die voorkomt op graslanden met kalkarm zand, duinvalleien en hoogvenen. Soms is de soort ook te vinden op vochtige, voedselrijke klei in loofbossen.

## Kenmerken
Het vruchtlichaam is knotsvormig, rechtopstaand, meestal eindigend in een brede of afgeplatte kop. De hoogte is 3-8 cm. De kleur mat zwartbruin tot zwart. De steel is dicht- en fijnbehaard en mat zwart van kleur. Hij is 2-6 cm lang 2-4 mm dik.

## Verspreiding
De soort komt voor in Noord-Amerika, Europa, Macaronesië en Afrika. In Nederland komt hij matig algemeen voor en staat op de Nederlandse Rode lijst in de categorie bedreigd.